# Popis zaštićenih objekata prirode u BiH
Prema klasifikaciji objekata prirode koja se nalazi u Zakona o zaštiti prirode («Službeni list SR BiH» broj: 4/65, od 5. veljače 1965. godine) oni se dijele po sljedećim grupama i kategorijama: 
1. strogi prirodni rezervati
2. upravljani prirodni rezervati
3. nacionalni parkovi
4. specijalni rezervati (geološki, botanički, ornitološki)
5. rezervati prirodnih predjela
6. pojedinačne biljne vrste
7. pojedinačne životinjske vrste
8. spomenici prirode (geološki, geomorfološki, paleontološki, pojedinačna stabla, skupine stabala, drvoredi)
9. memorijalni spomenici prirode

## Strogi prirodni rezervat
- Prašuma Perućica u sklopu Nacionalnog parka Sutjeska
- Prašuma Lom na Klekovači, Bosanski Petrovac
- Prašuma Janj, Šipovo
- Prašuma Žuča-Ribnica, Ribnica kod Kaknja
- Prašuma Plješivica na Plješivici, Bihać

## Upravljani prirodni rezervati
- Šumski rezervat Omar, Skender Vakuf
- Šumsko područje Bukov Do, Ljubinje
- Šumsko područje Masna Luka na Čvrsnici

## Nacionalni parkovi
- Nacionalni park Sutjeska
- Nacionalni park Kozara
- Nacionalni park Una[1]

## Specijalni rezervati

### Geološki
- špilja Vjetrenica, Ravno
- Bijambarska pećina, Krivajevići, Ilijaš
- pećina Hrustovača, Vrhpolje kod Sanskog Mosta
- pećina Banja Stijena, Rogatica
- Zemljane piramide kod Miljevine, Foča
- pećina Lednica, Resanovci kod Bosanskog Grahova

### Botanički
- tresetno područje s rijetkim biljkama na Zvijezdi, Vareš
- tresetište s maljavom brezom (Betula pubescens), Han Kram kod Han Pijeska
- tresetište Đilda na Zvijezdi, Vareš
- dolomitično područje Vrtaljica, Konjic
- Mediteranetum na Kleku, Neum
- Pančićeva omorika na lokalitetima:

Gornja Brštanica, Višegrad
Cerova Ravan, Klašnik Rakovac, Višegrad
Tovarnica, Višegrad
Štule Karaule, Višegrad
Božurevac, Višegrad
Veliki Stolac, Višegrad
Gostilja, Višegrad
Mehra, planina Sjemeć, Rogatica
Goli Vrh, Vratar kod Rogatice
Panjak, Javor, Rogatica
Novo Brdo, planina Tesla, Rogatica
Strugovi, Luke, Srebrenica
Pliština-Igrišnik, Srebrenica
Tisovljak, Vlasenica
Viogor-Šahdani, Čajniče
Sokolina, planina Radomišlja, Foča

### Ornitološki
- Hutovo blato, Čapljina
- jezero Bardača, Srbac

## Rezervati prirodnih predjela
- Trebević, Sarajevo
- Jahorina, Pale
- Suvajsko međugorje, Bosanska Krupa
- kanjon Neretve od Jablanice do Drežnice
- kanjon Rakitnice između Bjelašnice i Visočice
- kanjon Vrbasa od Jajca do Banje Luke
- klisura Ujča, Kladanj
- klisure Čude, Olovo
- klisura Miljacke od Pala do Kozje ćuprije, Sarajevo
- klisura rijeke Janj, Šipovo
- vrelo Bune u Blagaju, Mostar
- predjel Bašajkovac, Livno
- predjel Kruščica na planini Kruščici, Vitez
- predjel Tisovac, Busovača
- predjel Bistričak, Zenica
- planina Cicelj, Čajniče

## Pojedinačne biljne vrste
- Planinski runolist (Leontopodium nivale subsp. alpinum (Cass.) Greuter)
- Dlakavi sleč  (Rhododendron hirsutum L.)
- Venerina kosa (Adiantum capillus-veneris L.)
- Okruglolisna rosika (Drosera rotundifolia L.)
- Žuta sirištara (Gentiana lutea Murb.)
- Hrvatska sibireja (Sibiraea laevigata Deg.)
- Ljuskasta pljevika (Notholaena marantae (L.) R. Br.)

## Pojedinačne životinjske vrste
- Voluharica (Dolomys marakovići Bolkay)
- planinski triton (Triturus alpestris Reiseri) u Prokoškom jezeru na Vranici
- 153 vrste ptica pjevica i ptica korisnih za poljoprivredu i šumarstvo
- 66 vrsta ptica močvarnih i drugih vodenih staništa
- 38 vrsta ptica grabljivica iz reda sokolovki i sovki

## Spomenici prirode

### Geološki
- sedreno područje oko vodopada Kravice, Ljubuški
- sedreno područje u Jajcu i okolini
- sedreno područje u potoku Sitnici, Mokro kod Pala
- sedreno područje Jasenova, Mokro kod Pala
- sedreno područje Une u Martin Brodu, Bihać
- sedreno područje na Palama
- sedreno područje Crkvina, Teslić
- sedreno područje Studena, Teslić
- sedreno područje u Čajniču

### Geomorfološki
- Veliko, Crno, Bijelo, Platno i Trokunsko jezero na Treskavici
- Donje i Gornje Bare, Bijelo, Crno, Štirinsko, Kotlaničko i Borilovačko jezero na Zelengori
- Prokoško jezero na Vranici
- Blidinje jezero na Čvrsnici
- Šatorsko jezero na Šatoru
- Boračko jezero na Prenju
- Blatačko jezero na Bjelašnici
- Backo jezero na Crvnju
- Dragnić, Šipovo
- Olićko jezero, Šipovo
- Ždrimačka jezera, Ždrimci kod Uskoplja
- jezero Klinje, Gacko
- jezero Krenica, Grude
- Paučko jezero, Kladanj
- izvor rijeke Dabar, Sanski Most
- izvor rijeke Plive, Šipovo
- Crni izvor na rijeci Unac, Martin Brod
- izvor Paljanske Miljacke, Pale
- izvor rijeke Žuče, Kakanj
- izvor rijeke Janj, Šipovo
- izvor Mliništak, Jablanica
- izvor rijeke Klokota, Bihać
- izvor Tučevac, Trebinje
- izvor rijeke Stavnje, Vareš
- izvor rijeke Pridvorice, Ulog
- izvor Oko, Trebinje
- Duman, Livno
- izvor Šumet u Mokrom Polju, Trebinje
- izvor Velika Voda kod Klotijevca, Srebrenica
- izvor rijeke Ostrovice, Kulen Vakuf
- izvor rijeke Sturbe, Livno
- izvor rijeke Bastašice, Drvar
- izvor rijeke Bioštice, Sokolac
- izvor rijeke Krušnice, Bosanska Krupa
- izvor rijeke Bregave, Stolac
- vrelo Tihaljine kod Peć Mlina, Ljubuški
- vrelo Bunice s jezerom, Mostar
- vrelo Lištice kod Boraka, Široki Brijeg
- vrelo Vrištice, Vitina kod Ljubuškog
- kameni svod na rijeci Miljacki kod Dovlića, Sarajevo
- samar na rijeci Bistrici kod Sijerače, Kalinovik
- kazani na rijeci Željeznici kod Turova, Trnovo
- Hajdučka vrata (Mijatov prolaz) na Čvrsnici
- vodopad Kravica na rijeci Trebižat, Ljubuški
- slap Koćuša na rijeci Trebižat, Ljubuški
- vodopad Šištice kod Boračkog jezera
- vodopad Skakavac, prašuma Perućica
- vodopad Skakavac, Sarajevo
- Dva vodopada na rječici Plačkovac, Travnik
- vodopad Bliha kod Fajtovca,  Sanski Most
- vodopad na rijeci Bregavi, Stolac
- vodopad Bučine na Trebižatu, Ljubuški
- vodopad na potoku Sokolini u dolini Jakotine, Kotor Varoš
- vodopad Očevlje, Očevlje kod Vareša
- vodopad pod Sokolinom na rijeci Janj, Šipovo
- vodopad kod Bukve na rijeci Janj, Šipovo
- vodopadi na rijeci Kozici kod Crvenih Stijena, Fojnica
- Veliki slap na rijeci Uni, Martin Brod
- Milančev buk na rijeci Uni, Martin Brod
- Srednji buk na rijeci Uni, Martin Brod
- Štrbački buk na rijeci Uni, Martin Brod
- rijeka Mušnica, Gacko
- pećina Ledenica, Sokolac
- Velika pećina kod izvora Bioštice, Sokolac
- pećina Snjetica kod Rijeke, Nevesinje
- pećina Provalija kod Rijeke, Nevesinje
- pećina Rušpija kod Biograda, Nevesinje
- pećina Vranjača kod Biograda, Nevesinje
- pećina Novakuša u planini Bišini, Nevesinje
- pećina Dusina, Fojnica
- Vilinska pećina, Sebešić kod Novog Travnika
- Dabarska pećina, Dabar kod Sanskog Mosta
- pećina u Brateljevićima, Brateljevići kod Kladnja
- pećina kod Martin Broda
- Međugorska pećina na Šatoru
- Đuričina pećina kod Krivajevića, Ilijaš
- pećina Glavičine, Kalinovik
- pećina Zobnjak, Kalinovik
- pećina pod planinom Vrtoč, Fojnica
- Vilina pećina kod Gornjeg Čičeva, Trebinje
- pećina u Dolama više sela Bihova, Trebinje
- pećina na Ilijinom brdu kod Narančića, Trebinje
- pećina Govještica kod Banje Stijene, Rogatica
- pećina Ponikva, Vareš
- pećina Ljelješnica kod Dabra, Bileća
- Velika pećina kod Fatnice, Bileća
- pećina Ponikva kod Dabra, Bileća
- pećina Brazilovka na Malom Troglavu, Livno
- pećina Propastva, Višegrad
- Subotića pećina u Rastuši, Teslić
- Oberska pećina, Vranci kod Kreševa
- pećina Veliki Oklop, Kreševo
- pećina Mali Oklop, Kreševo
- pećina Ševrljica, Blagaj kod Mostara
- pećina Vrelo kod Nevrenče, Živinice
- pećina Mokra Megara kod Donjeg Rakovca, Maglaj
- pećina Suha Megara kod Donjeg Rakovca, Maglaj
- pećina Duman, Livno
- Mračna pećina na Dinari
- pećina ispod starog grada Đurđevca
- pećina Čukovec kod Vidova vrela, Skender Vakuf
- pećina u Srednjoj Jurkovici-Savino brdo, Bosanska Gradiška
- pećina Tormonjača u Radinskom potoku, Stolac
- pećina Hardomilje, Hardomilje kod Ljubuškog
- pećina Vrbine, Kongora kod Tomislavgrada
- pećina Vrpeć u Odžaku, Bjelimići kod Konjica
- Mijatova pećina ispod Vrana, Tomislavgrad
- Pravčeva pećina kod vrela Lištice, Široki Brijeg
- ponor Zalomke kod Biograda, Nevesinje
- Ponor Bezdan u Borovom polju na Šatoru
- ponor Pejov Do u Boriji, Kalinovik
- ponor Zovnuša, Fatnica kod Bileće
- ponor Obod, Fatnica kod Bileće
- Mahmutova jama-Jelašca-Mokra brda, Kalinovik
- jama Velika Tegara u Boriji, Kalinovik
- Jadova jama u Gornjoj Paklenici, Maglaj
- Grkova jama u Miloševu dolu, Ljubinje

### Paleontološki
- Gornja Bijambarska pećina, Krivajevići kod Ilijaša
- Zelena pećina iznad Blagaja, Mostar

### Stabla, skupine stabala i drvoredi
Stabla, skupine stabala i drvoredi su posebne podgrupe spomenika prirode u ovoj klasifikaciji. Njih čine 39 različitih primjeraka pojedinačnih stabala diljem BiH, te 5 skupina stabala kod Travnika, Ilijaša, Vareša i Kladnja. Jedini zaštićeni drvored je drvored platana (Platanus) u Trebinju.

## Memorijalni spomenici prirode
- Titova pećina u Drvaru
- Titova pećina u Plahovićima, Kladanj
- Titova pećina u Bastasima, Drvar
- Titova pećina u Zabrđanima kod Bjelimića
- pećina Podpola u Šekovićima
- jama Pandurica, Pandurica kod Ljubinja
- jama Raženi Do, Ljubinje